# Okręg wyborczy nr 18 do Sejmu Polskiej Rzeczypospolitej Ludowej (1989–1991)
Okręg wyborczy nr 18 do Sejmu Polskiej Rzeczypospolitej Ludowej (1989–1991) obejmował Częstochowę oraz gminy Dąbrowa Zielona, Gidle, Irządze, Janów, Kłomnice, Koniecpol, Kruszyna, Lelów, Moskorzew, Mstów, Mykanów, Nowa Brzeźnica, Olsztyn, Pajęczno, Poczesna, Poraj, Przyrów, Radków, Rędziny, Secemin, Strzelce Wielkie, Szczekociny i Żytno (województwo częstochowskie). W ówczesnym kształcie został utworzony w 1989. Wybieranych było w nim 5 posłów w systemie większościowym.
Siedzibą okręgowej komisji wyborczej była Częstochowa.

## Wybory parlamentarne 1989

### Mandat nr 69 –Polski Związek Katolicko-Społeczny
| Kandydat | I tura | I tura | II tura | II tura |
| Kandydat | Głosów | %      | Głosów  | %       |
| --- | ------ | ------ | ------- | ------- |
| Ryszard Gajewski                                                                                               | 43 213 | 23,77  | 30 968  | 47,25   |
| Zygmunt Kostarczyk                                                                                             | 27 114 | 14,91  | 21 805  | 33,27   |
| Liczba głosów ważnych: 181 810 (I tura) • 65 537 (II tura) Źródło: Państwowa Komisja Wyborcza I tura i II tura |        |        |         |         |

### Mandat nr 70 –Polska Zjednoczona Partia Robotnicza
| Kandydat | I tura | I tura | II tura | II tura |
| Kandydat | Głosów | %      | Głosów  | %       |
| --- | ------ | ------ | ------- | ------- |
| Władysław Jonkisz                                                                                              | 31 975 | 17,72  | 22 894  | 34,41   |
| Marek Boral | 23 585 | 13,07  | 29 742  | 44,71   |
| Kazimierz Hawro                                                                                                | 23 193 | 12,85  | —       | —       |
| Liczba głosów ważnych: 180 436 (I tura) • 66 527 (II tura) Źródło: Państwowa Komisja Wyborcza I tura i II tura |        |        |         |         |

### Mandat nr 71 –Stronnictwo Demokratyczne
| Kandydat | I tura | I tura | II tura | II tura |
| Kandydat | Głosów | %      | Głosów  | %       |
| --- | ------ | ------ | ------- | ------- |
| Janusz Błaszczyk                                                                                               | 40 985 | 22,31  | 27 603  | 42,20   |
| Andrzej Faracik                                                                                                | 32 477 | 17,68  | 26 225  | 40,09   |
| Liczba głosów ważnych: 183 722 (I tura) • 65 414 (II tura) Źródło: Państwowa Komisja Wyborcza I tura i II tura |        |        |         |         |

### Mandat nr 72 –Polska Zjednoczona Partia Robotnicza
| Kandydat | I tura | I tura | II tura | II tura |
| Kandydat | Głosów | %      | Głosów  | %       |
| --- | ------ | ------ | ------- | ------- |
| Jacek Kasprzyk                                                                                                 | 31 254 | 17,47  | 29 079  | 43,87   |
| Zbigniew Kamiński                                                                                              | 27 385 | 15,30  | 22 884  | 34,52   |
| Leszek Wiśniewski                                                                                              | 17 607 | 9,84   | —       | —       |
| Liczba głosów ważnych: 178 936 (I tura) • 66 285 (II tura) Źródło: Państwowa Komisja Wyborcza I tura i II tura |        |        |         |         |

### Mandat nr 73 – bezpartyjny
| Kandydat                                                          | Głosów  | %     |
| ----------------------------------------------------------------- | ------- | ----- |
| Jarosław Kapsa                                                    | 131 882 | 76,24 |
| Andrzej Wachowski                                                 | 10 800  | 6,24  |
| Włodzimierz Skalik                                                | 5939    | 3,43  |
| Stanisław Całus                                                   | 5823    | 3,37  |
| Krystyna Panienkowska                                             | 5093    | 2,94  |
| Tadeusz Hałaczkiewicz                                             | 2915    | 1,69  |
| Władysław Gruszczyński                                            | 2474    | 1,43  |
| Liczba głosów ważnych: 172 973 Źródło: Państwowa Komisja Wyborcza |         |       |